# Jozef Ort-Šnep
Jozef Ort-Šnep (* 8. března 1939, Plavecký Štvrtok) je československý a francouzský kameraman, fotograf a pedagog. Spolupracoval s režisérskými osobnostmi jako Karel Vachek, Jaroslav Papoušek, Jaromil Jireš, Věra Chytilová, Dušan Hanák, Agnieszka Holland, Miloš Forman či Philip Kaufman. Žije v Paříži.

## Životopis
Vystudoval Školu uměleckého průmyslu v Bratislavě (1954–1958) a kameru na FAMU v Praze (1958–1963), kterou absolvoval filmem Karla Vachka Moravská Hellas. Následně rok asistoval jako kameraman v populárně-vědeckém filmu. Z povinné vojenské služby odešel v roce 1966. Tehdy nastoupil do dokumentárního studia Krátkého filmu Praha, ve kterém setrval do roku 1980, nejprve jako asistent kamery, později jako samostatný kameraman několika krátkých filmů. Spolupracoval v něm na natáčení asi stovky dokumentárních filmů. V totožném období pracoval jako kameraman pro pražský Barrandov a bratislavskou Kolibu.
S režisérem Jaroslavem Bočkem natočil krátkometrážní filmy Konec baroka v Čechách (1966) nebo Jak namalovat běsnící individua (1967), s režisérem Drahoslav Holubem pracoval na filmech Exkurze (1966) a Mám doma hrad, s režisérem Rudolfem Krejčík zase na filmu Stopa vede k A-54 (1967). V roce 1968 se vrátil k Vachkovi, aby pracoval na jeho celovečerním publicistických dokumentu spřízněnou volbou, zachycujícím atmosféru politicky Krušných období od 14. do 30. března 1968, kdy Antonín Novotný abdikoval z funkce prezidenta republiky. Jeho prvním celovečerním hraným filmem byl snímek Jaroslava Papouška Nejkrásnější věk, natočený v roce 1968. S Papouškem následně spolupracoval i na jeho dalších dvou filmech Ecce homo Homolka (1969) a Hogo fogo Homolka (1970).
S režisérem Milanem Růžičkou pracoval na filmu o malíři Martinu Benkovi Zastretý barevný svet (1978). Při jeho uvádění v Československé televizi bylo Ort-Šnepovo jméno vystřižené z titulků a zůstaly ponechány jen jména dvou asistentů kamery. V roce 1978 v Krátkém filmu Praha natočil s režisérkou Věrou Chytilovou dokumentární film Čas je neúprosný. V roce 1980 emigroval do Francie. S Dušanem Hanákem natočil trezorový film Já miluju, ty miluješ (1980). Počátkem 80. let (1981–1983) absolvoval pobyt v USA, později se znovu přesídlil do Paříže, kde na dvou univerzitách přednášel o světle ve filmu a fotografii. Od poloviny 90. let působí opět v Česku.

### Nejkrásnější věk
Původně měl Nejkrásnější věk snímat kameraman Miroslav Ondříček. Ale ten byl v době, kdy se mělo začít natáčet, v Londýně, kde spolupracoval na filmu anglického režiséra Lindsayho Andersona Kdyby... S Ondříčkem se Ort-Šnep neznal a byl to právě on, kdo ho Papouškovi doporučil. Papoušek si nechal promítnout dokumentární filmy, na kterých Ort-Šnep pracoval jako kameraman. Nejkrásnější věk byl natáčený především v reáliích, konkrétně sochařských ateliérech a prostorách pražské Akademie výtvarných umění. V dekoracích a exteriérech byla natočena minimální část. Ort-Šnep mluví v případě tohoto filmu o principu zlatého řezu a o využívání měkkého světla. Po obrazové stránce nechtěli tvůrci dramatizovat a nevypichovali žádné detaily. Vše je snímané v polocelku.

### Já miluji, ty miluješ
Je příběhem starého mládence Pišty, který žije se svou matkou na vesnici a spolu s nejlepším kamarádem Vincem a jeho přítelkyní Věrou, pracuje pro vlakovou poštu. Zatímco Vinco je hotový Don Juan a svými věčnými zálety ničí zamilovanou Věru, malý pupkatý Pišta u žen úspěch nemá, a tak svůj smutek utápí v alkoholu. Kromě hlavních hrdinů zde vystupuje několik vedlejších postav, které dotvářejí tragikomický kolorit vesnického prostředí. Ať už pracovníci vlakové pošty nebo obyvatelé vesnice, všechno jsou to obyčejní lidé z periferie společnosti s obyčejnými problémy a touhami. Ženy trpí nevěrami a alkoholismem svých mužů a muži své radosti i smutky řeší u sklenky. Všichni mají své přednosti i chyby a všichni touží po pochopení a lásce. Příběh není postaven na dramatických zvratech, ale na drobných převážně komických situacích, jejichž prostřednictvím diváci poznávají charaktery postav.

## Filmografie
- Umřel nám pan Foerster (1963, krátkometrážní)
- Moravská Hellas (1964, krátkometrážní), režie Karel Vachek[1]
- Stopa vede k A-54 (1967, krátkometrážní)
- Don Juan 68 (1968, krátkometrážní)
- Spřízněni volbou (1968, krátkometrážní), režie Karel Vachek[2]
- Nejkrásnější věk (1968)
- Ecce homo Homolka (1969)
- Hogo fogo Homolka (1970)
- Kasárna (1973, krátkometrážní)
- Namalovaná písnička (1976, krátkometrážní)
- Čas je neúprosný (1978, krátkometrážní)
- Zastřený barevný svět (1978)
- Všední sen (1980, krátkometrážní)
- Já miluji, ty miluješ (1980)
- Angry Harvest (1985)
- Nesnesitelná lehkost bytí (1988, 2. kameraman)
- Valmont (1989, 2. kameraman)
- Palettes (1989–1994, TV seriál)
- Chronique d'une fin d'aprѐs midi (1991, TV film)

## Výstava fotografií a přednášky
- Art Center Hoboken, New Jersey (1982)
- La photographie Slovaque en exil, Bratislava (1993)
- Měsíc fotografie, 20. ročník, listopad, Bratislava (2010)
- Z kolekce fotografií zahrad v Kyoto byla vytvořena webová stránka (2020
- Přednášky na téma "Film, fotografie, světlo" na Université Paris 7 Jussieu (1984–1999)
- Přednášky na téma "Film, fotografie, světlo" na Université Paris 1 Sorbonne (1993–1998)